# ناحیه لی، شهرستان فولتن، ایلینوی
ناحیه لی (به انگلیسی: Lee Township) یک منطقهٔ مسکونی در ایالات متحده آمریکا است که در شهرستان فولتن، ایلینوی واقع شده‌است. ناحیه لی ۱۹۳ متر بالاتر از سطح دریا واقع شده‌است.